# Otto Luitpold Jiriczek
Otto Luitpold Jiriczek, född den 18 december 1867, död den 3 juli 1941, var en tysk språkforskare.
Jiriczek blev professor i Würzburg 1909, och var huvudsakligen verksam inom sagoforskningen. 
Bland Jiriczeks skrifter märks Die deutsche Heldensage (1894, 3:e upplagan 1913).